# 2004 en Finlande
Chronologie de la Finlande
- 2000
- 2001
- 2002
- 2003
- 2004
- 2005
- 2006
- 2007
- 2008

Cette page concerne les évènements survenus en 2004 en Finlande  :

## Évènement
- 19 mars : Accident de Konginkangas
- 13 juin : Élections européennes
- 24 octobre : Élections municipales

## Sport
- Championnat de Finlande de football 2004
- Championnat de Finlande de hockey sur glace 2003-2004
- Championnat de Finlande de hockey sur glace 2004-2005
- Participation de la Finlande aux Jeux olympiques d'été à Athènes.

## Culture
- Suuret suomalaiset (émission de télévision)

### Sortie de film
- Le Cauchemar de Darwin
- The Kin
- Souvenir du front
- Visions of Europe

## Création
- Åland United (club de football)
- Finnish Energy (en)
- Kinetik Control (en) (musique)
- Klubi-04 (club de football)

## Dissolution
- Flying Finn (en) (compagnie aérienne)
- FC Jokerit (club de football)

## Décès
- Vivica Bandler, metteuse en scène et directrice de théâtre.
- Adolf Ehrnrooth, militaire.
- Usko Meriläinen (en), compositeur.
- Markku Salminen (en), athlète (course d'orientation).
- Lauri Silvennoinen, fondeur.
- Kalevi Sorsa, premier ministre.